# Samari(III) oxide
Samari(III) oxide (công thức hóa học: Sm2O3) là một hợp chất vô cơ. Samari(III) oxide dễ dàng hình thành trên bề mặt của samari kim loại trong điều kiện ẩm ướt hoặc nhiệt độ vượt quá 150 °C trong không khí khô. Tương tự như rỉ sét trên sắt kim loại, lớp oxide này bong ra khỏi bề mặt kim loại, làm lộ ra nhiều kim loại hơn để tiếp tục phản ứng. Oxide thường có màu từ trắng đến vàng nhạt và thường gặp ở dạng bụi rất mịn như bột.

## Ứng dụng
Samari(III) oxide được sử dụng trong thủy tinh hấp thụ quang học và hồng ngoại để hấp thụ bức xạ hồng ngoại. Ngoài ra, nó cũng được sử dụng làm chất hấp thụ neutron trong các thanh điều khiển cho các lò phản ứng năng lượng hạt nhân. Oxide xúc tác quá trình khử nước và khử hydro của alcohol bậc một và bậc hai. Hợp chất cũng được sử dụng để điều chế các muối samari khác.

## Điều chế
Samari(III) oxide có thể được điều chế bằng hai cách:
- Nhiệt phân samari(III) carbonat, hydroxide, nitrat, oxalat hoặc sulfat:[4]

Sm2(CO3)3 → Sm2O3 + 3 CO2
- Hoặc bằng cách đốt kim loại trong không khí hoặc oxy ở nhiệt độ trên 150 °C:

4 Sm + 3 O2 → 2 Sm2O3

## Phản ứng
Samari(III) oxide hòa tan trong acid vô cơ, tạo thành muối khi bay hơi và kết tinh:
Sm2O3 + 6 HCl → 2 SmCl3 + 3 H2O
Oxide có thể bị khử thành samari bằng cách đun nóng với chất khử, chẳng hạn như hydro hoặc carbon monoxide, ở nhiệt độ cao.